# Hyalonematidae
Hyalonematidae is een familie van sponsdieren uit de klasse van de Hexactinellida. 

## Geslachten
- Chalaronema Ijima, 1927
- Compsocalyx Schulze, 1904
- Hyalonema Gray, 1832
- Lophophysema Schulze, 1900
- Tabachnickia Özdikmen, 2010